# トナカイ
トナカイ（アイヌ語: tunakkay、学名: Rangifer tarandus）は、哺乳綱鯨偶蹄目シカ科（シカ）トナカイ属の1種である。本種のみでトナカイ属を形成する。別名、馴鹿（じゅんろく）。英語では reindeer という。北アメリカ大陸で生息する個体は、カリブー (Caribou) と呼ばれる。チバニアンから現代まで生息する。

## 分布

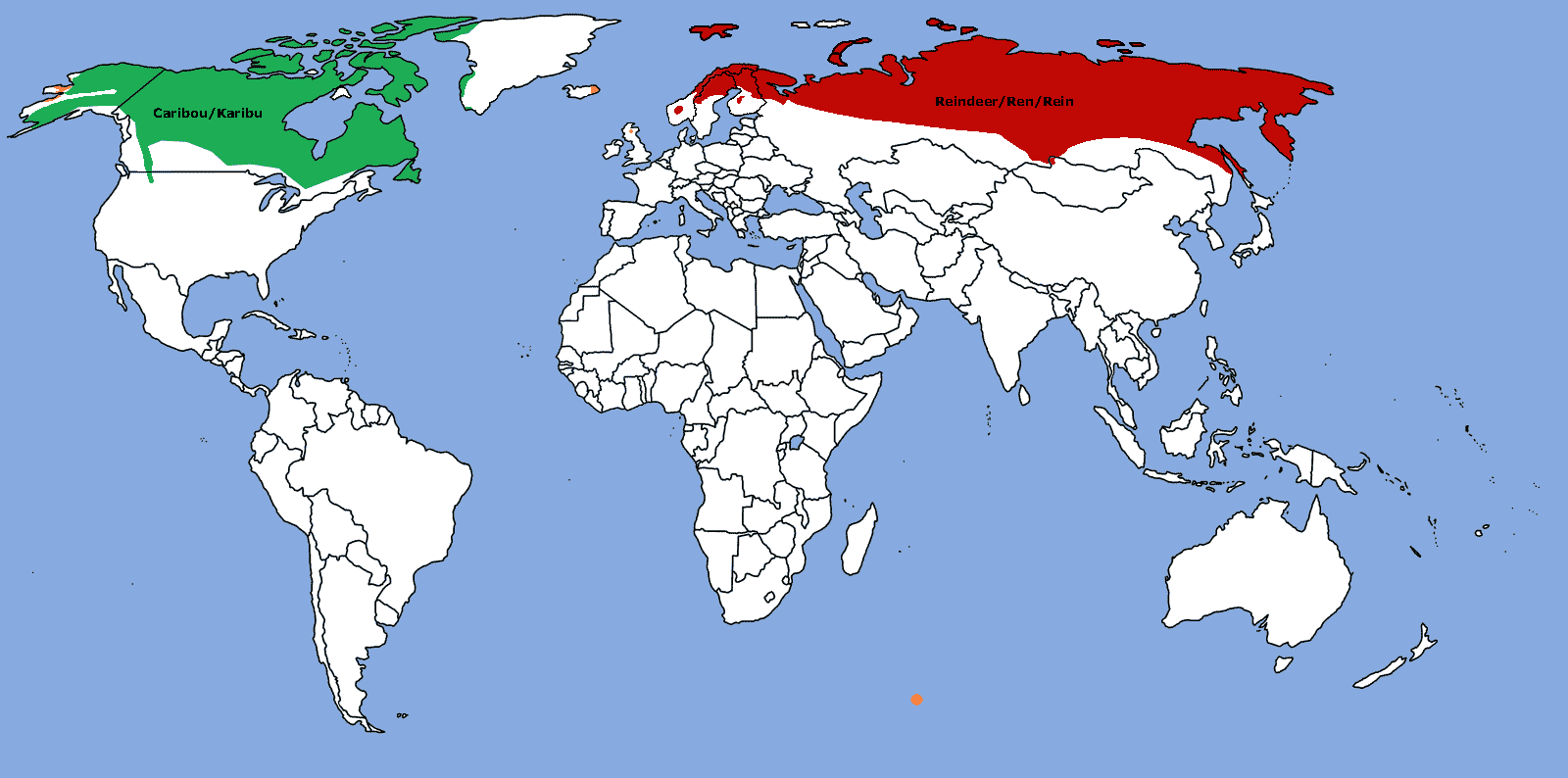
分布域。北アメリカ大陸（緑）、ユーラシア大陸（赤）、ARSによるアラスカ州の移入地域（オレンジ）

自然分布は北極圏周辺であり、アメリカ合衆国（アラスカ州）、カナダ、デンマーク領グリーンランド、ノルウェー（スヴァールバル諸島を含む）、フィンランド、ロシア
スウェーデンの地域個体群は絶滅している。
半家畜化された動物であるため人為的な分布も多い。主な移入分布域は、サウスジョージア・サウスサンドウィッチ諸島、ケルゲレン諸島、プリビロフ諸島、セントマシュー島、アイスランドなど。
後期更新世にはケナガマンモスやバイソン属やヘラジカなどの他の北方系の動物と共に日本列島にも到達しており、南方系のヤベオオツノジカの化石がトナカイと誤認された事例も見られた。

## 亜種
- Rangifer tarandus tarandus (Linnaeus, 1758)
- Rangifer tarandus caribou (Gmelin, 1788)
- Rangifer tarandus fennicus (Lonnberg, 1909)
- Rangifer tarandus granti (J.A.Allen, 1902)
- Rangifer tarandus groenlandicus (Linnaeus, 1767)
- Rangifer tarandus pearyi (J.A.Allen, 1902)
- Rangifer tarandus platyrhynchus (Vrolik, 1829)

。

## 名称
和名であるトナカイはアイヌ語での呼称「トゥナカイ」(tunakay) または「トゥナㇵカイ」(tunaxkay) に由来する。アイヌ語のトゥナカイも北方民族の言語からの外来語だと考えられている。アイヌ語研究者の中川裕の考察として、アイヌもニヴフもトナカイは飼わず、樺太に住むウィルタがトナカイを飼うが、言葉自体はニヴフ語からの借用語とする。
「カリブー (Caribou)」はフランス語（より詳細にはカナダフランス語）の名で、これはさらにミクマク語の「ハリプ (qalipu)」に由来する。
英語は「カリブー」のほか「レインディア (reindeer)」と呼ばれる。「レイン」は古ノルド語の hreinn に由来し（「手綱 (rein)」ではない）、これはさらにインドヨーロッパ祖語で「角のある獣」を意味する *kroinos に由来する。
漢語では「馴鹿」（じゅんろく）と書き、「馴（人に馴れた、すなわち、家畜化可能な）鹿」を意味する。朝鮮語（朝: 순록）と中国語（繁: 馴鹿 / 簡: 驯鹿）、ベトナム語（越: Tuần lộc）では、これに由来する。
ロシア語では、「北のシカ」を意味する северный олень（シェーヴェルヌィ・アリェーニ）という。
アルタイ系ツングース人の言葉では「オロン (oron)」「オロ (oro)」「オヨン (ojon)」「オロン・ブク (oron buku)」「ホラ (hora)」「ホラナ (horana)」等と呼ばれている。

## 特徴

### 形態
体長120 – 230 cm。肩高90 – 150 cm。体重60 – 300 kg。時速80 kmで走る。

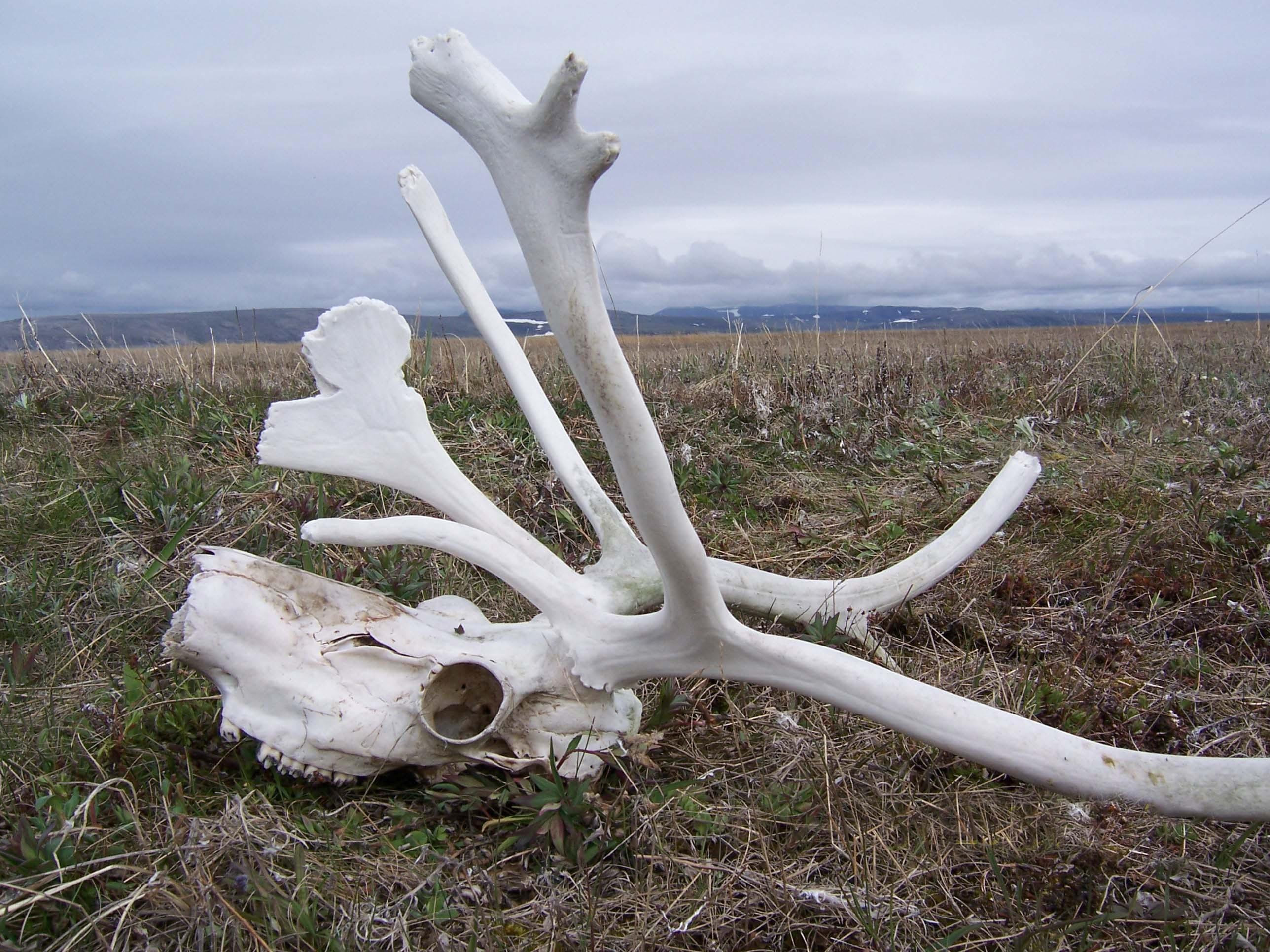
頭骨

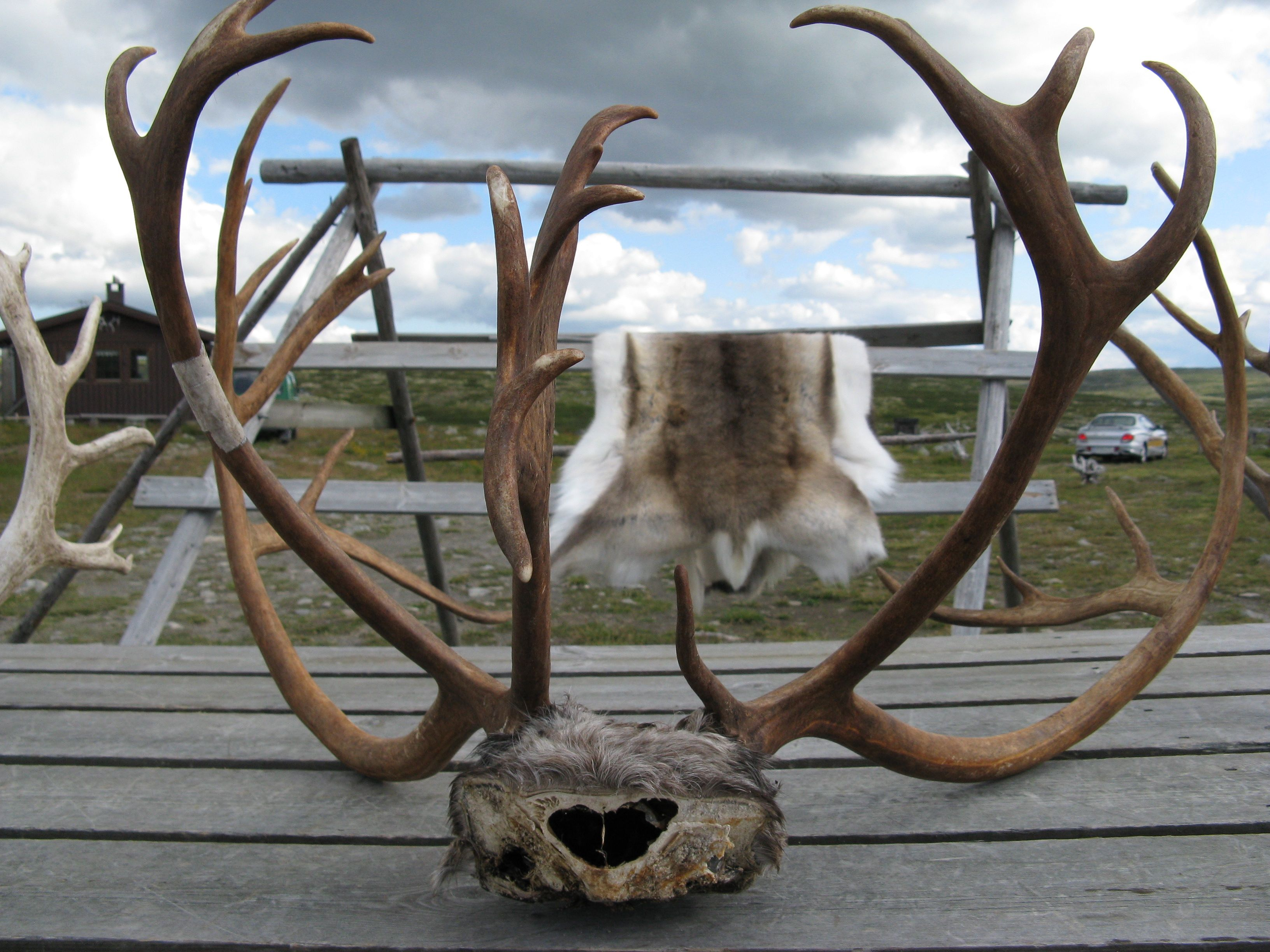
角

シカ科で唯一、雌雄共に角がある。これは後述するように、角の用途が繁殖期におけるオスの抗争だけでなく、雪を掘ってエサを得る役割もあるためである（そのためメスは、子どものエサを確保しなくてはいけない冬季に角が生える）。オスの角の方がメスよりも大きい。オスは春に角が生え秋から冬にかけて抜け落ち、メスは冬に角が生え春から夏にかけて角が抜け落ちる。
寒冷な環境から身を守るぶ厚い体毛をもつ。毛の内部に空洞があり保温性に優れている。体毛は極地対応の防寒対策のために、鼻鏡や足裏にも生えている。オスは繁殖期になると咽頭部の毛が長く伸長する。蹄は大きく接地面が大きいため体重が分散され、雪の上でも沈むことなく歩くことに適応している。
季節によって目の色が変わり、普段は黄色い目だが、極夜になる冬は、少ない光を効率よく取り込むために深い青色の目になる。

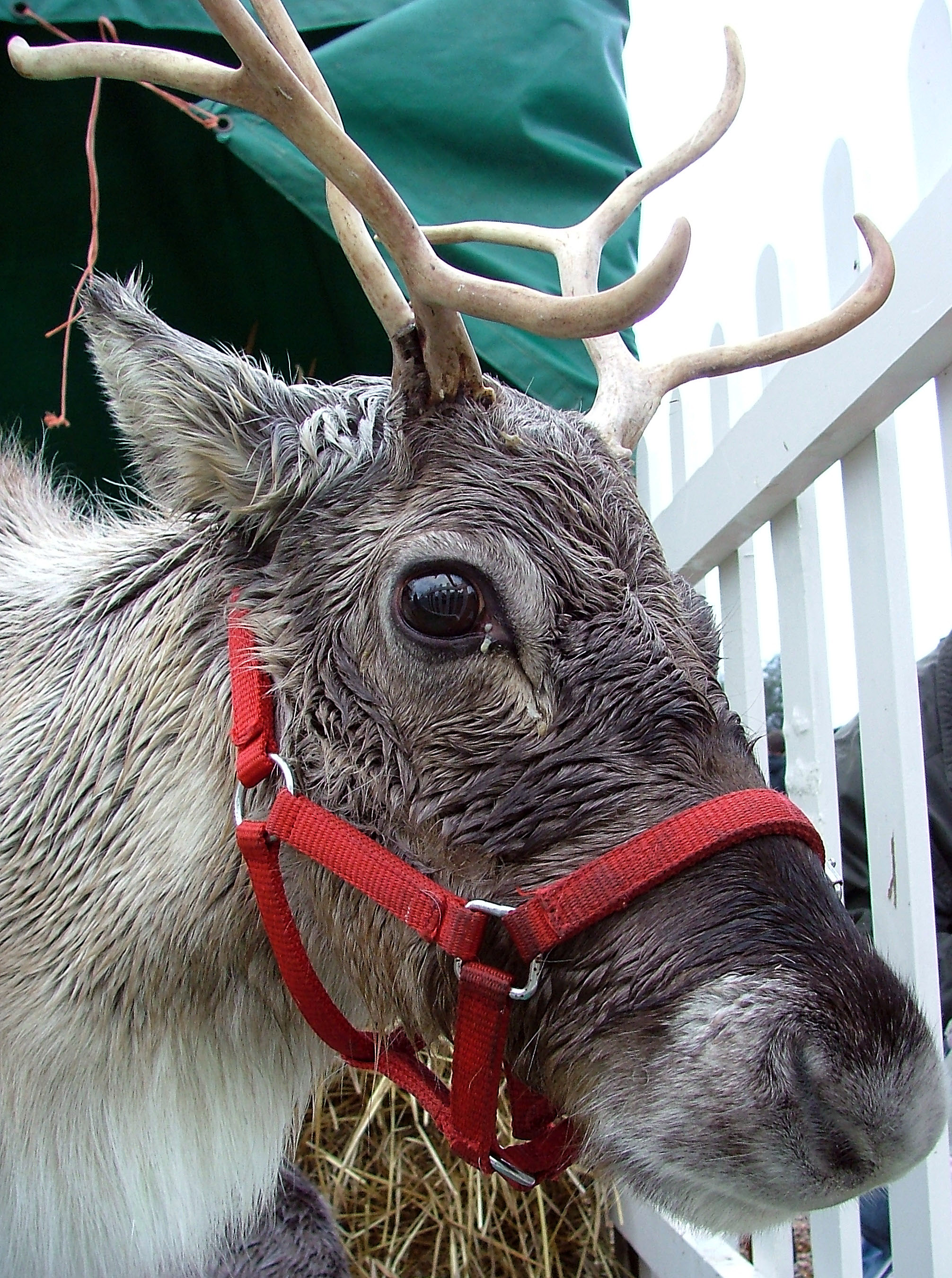
頭部

鼻の色は黒、もしくは白い毛が混じったもので、下記の歌にあるような赤い鼻をした個体はいない。また、発光生物のように鼻自体が光ることもない。

### 生態

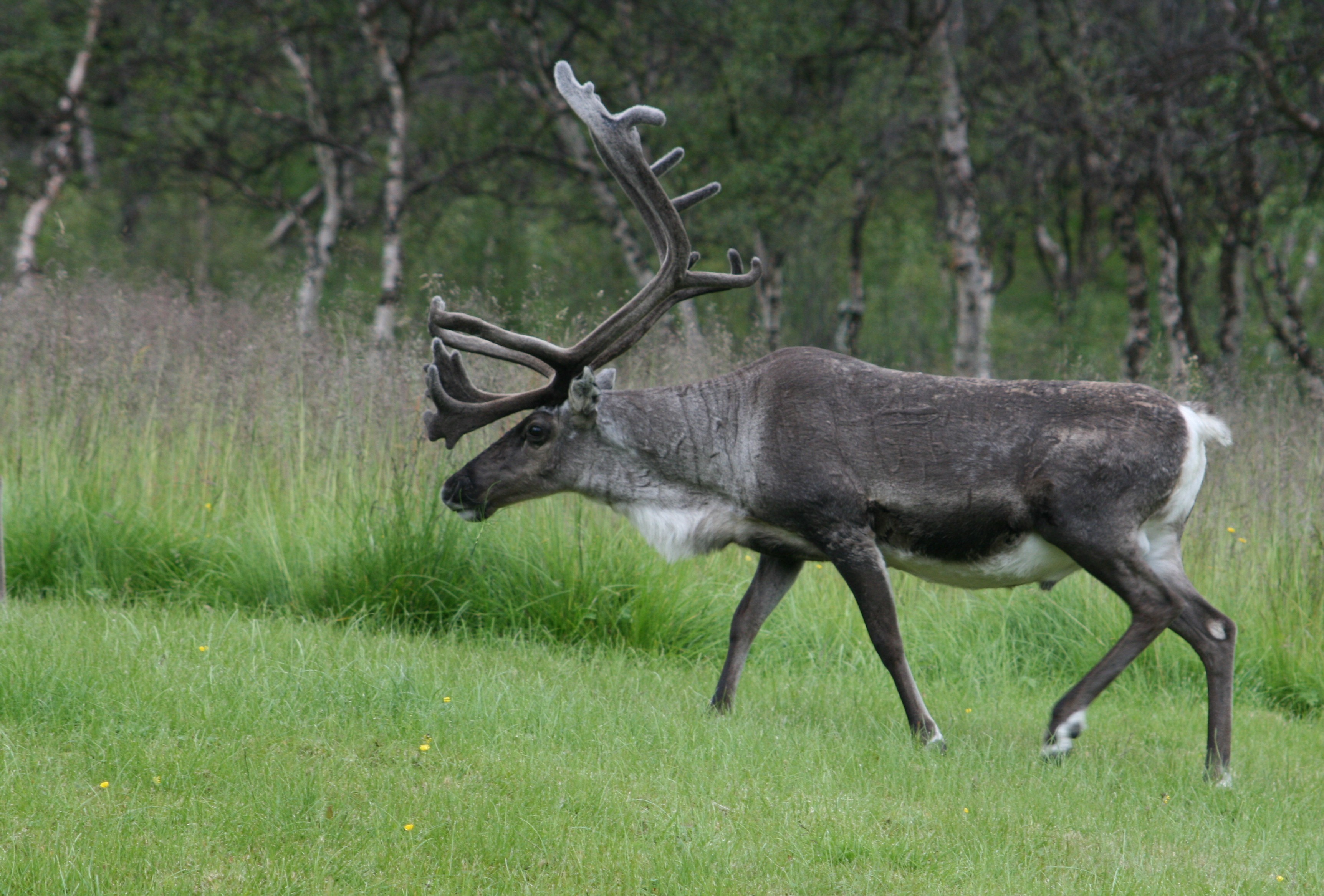
ノルウェーのトナカイ

ツンドラ地帯に生息する。群れを形成し、季節によって大規模な移動を行う。天敵としてはシベリアトラ、オオヤマネコ、オオカミ、ヒグマ、ホッキョクグマ、クズリ等が挙げられる。

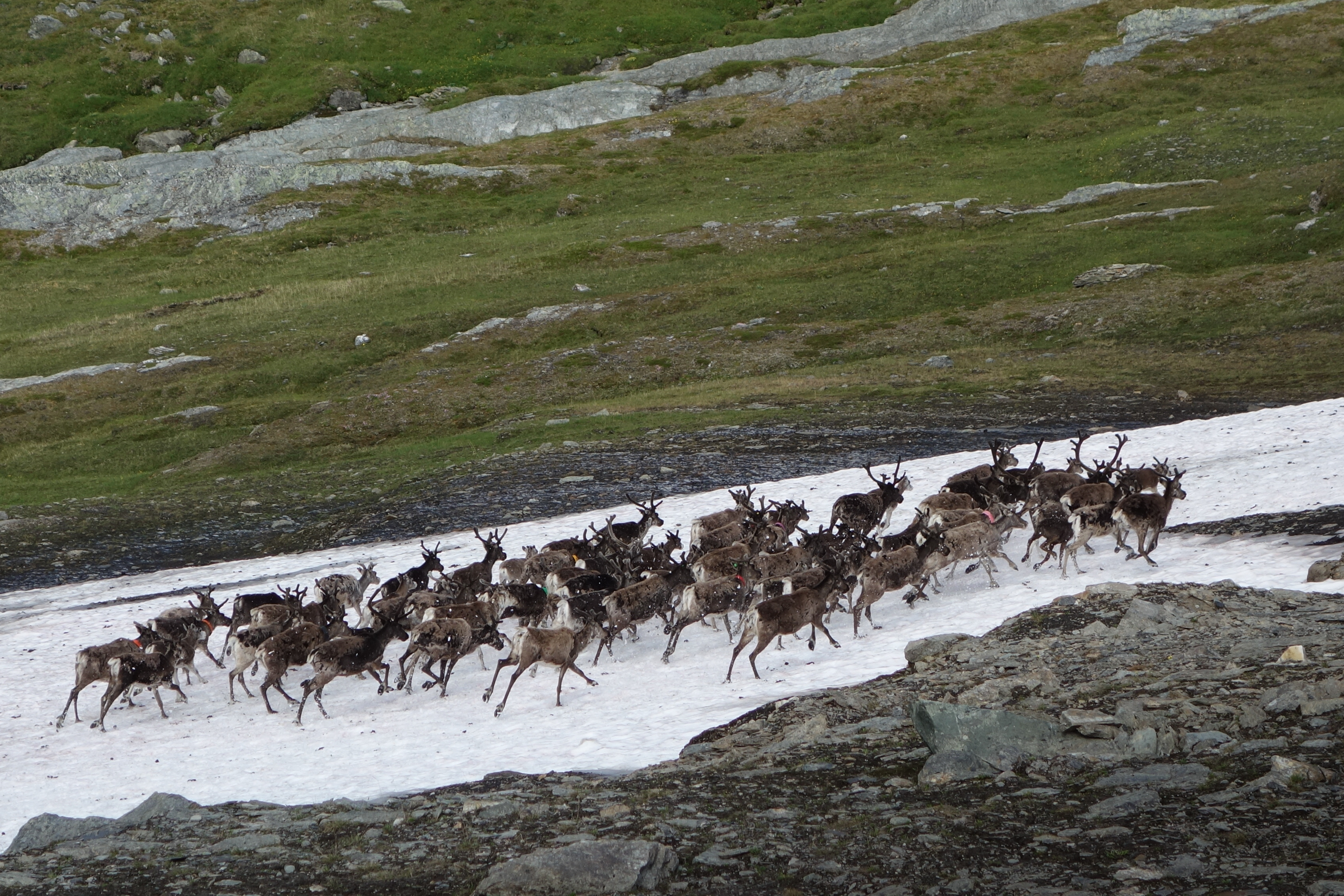
走っているトナカイの群れ

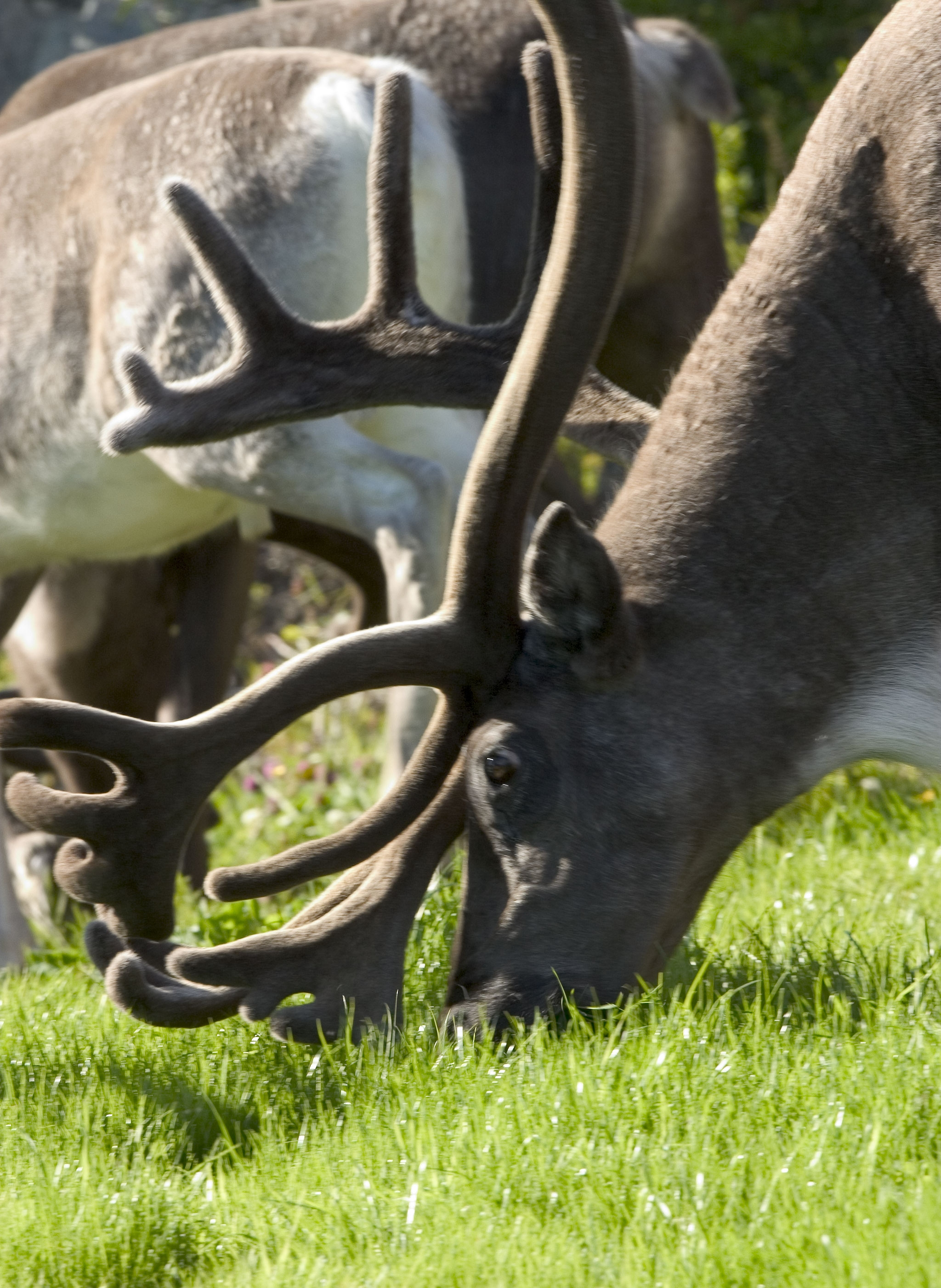
草を食べているトナカイ

上顎に門歯がなく、胃が4つに分かれている。食性は草食性の強い雑食性で夏は草や葉、時にレミングや虫等の小動物を食べ、冬は角や蹄で雪を掻き分けて下に生えた地衣類（いわゆる苔）等を食べる。
シベリアに住むハンティ人は魚を給餌している。この様子を観察した日本の文化人類学者は、トナカイが魚を食べる理由を蛋白質や塩分の補給になるためと推測している。

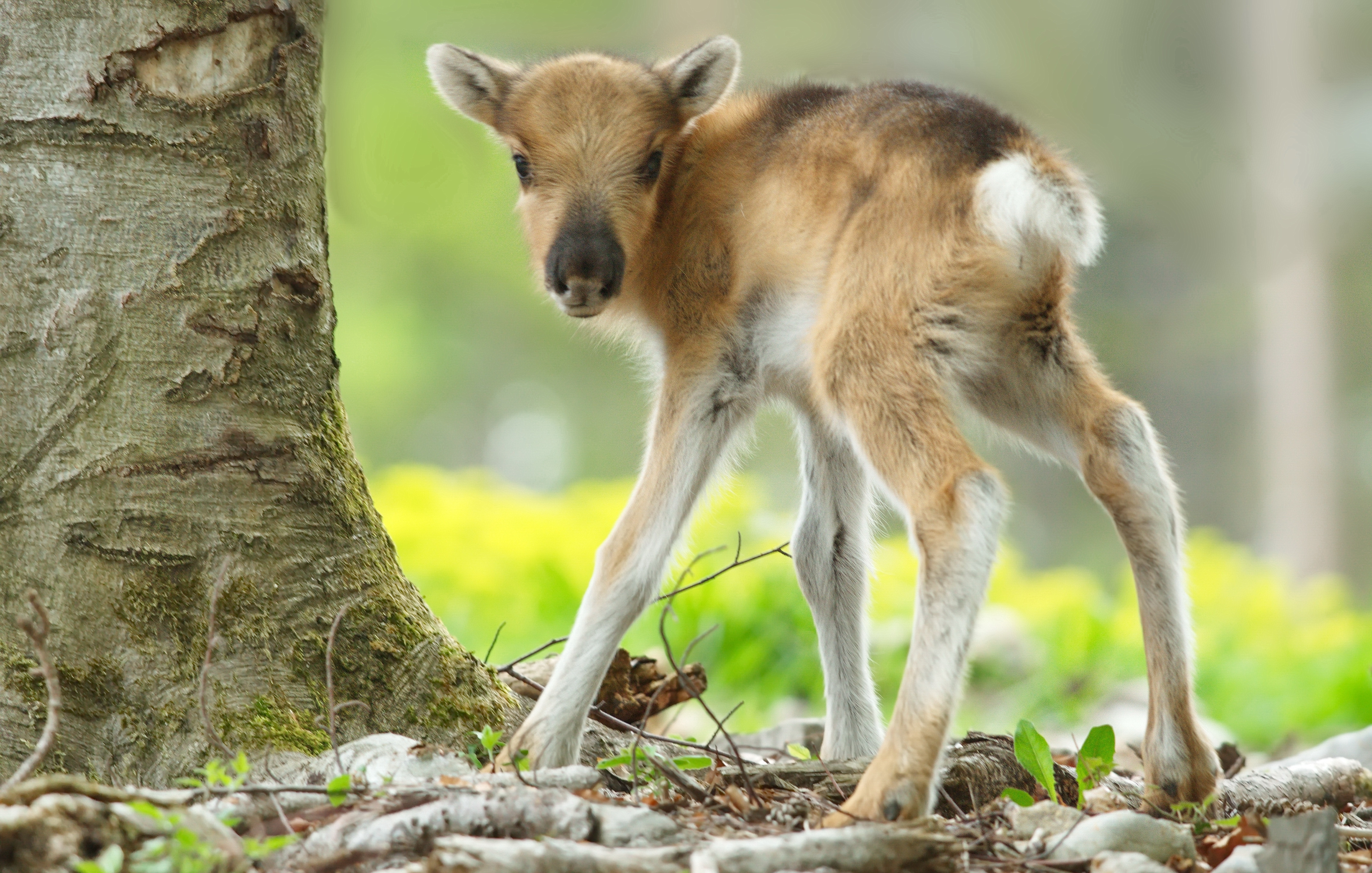
幼獣

交尾は秋～初冬にかけて行われ、雌の妊娠期間は約8ヶ月、5月から6月にかけて1回に1匹の幼体を出産する。

## 人間との関係
古代ローマのユリウス・カエサルがガリアに遠征した時に著した『ガリア戦記』に、トナカイまたはヘラジカと考えられる動物の記載がある。
カムチャツカ地方の先住民族であるコリャーク人 (露: Коряки) の名前は「トナカイとともにある」を意味する語から来ている。

### 家畜化と利用

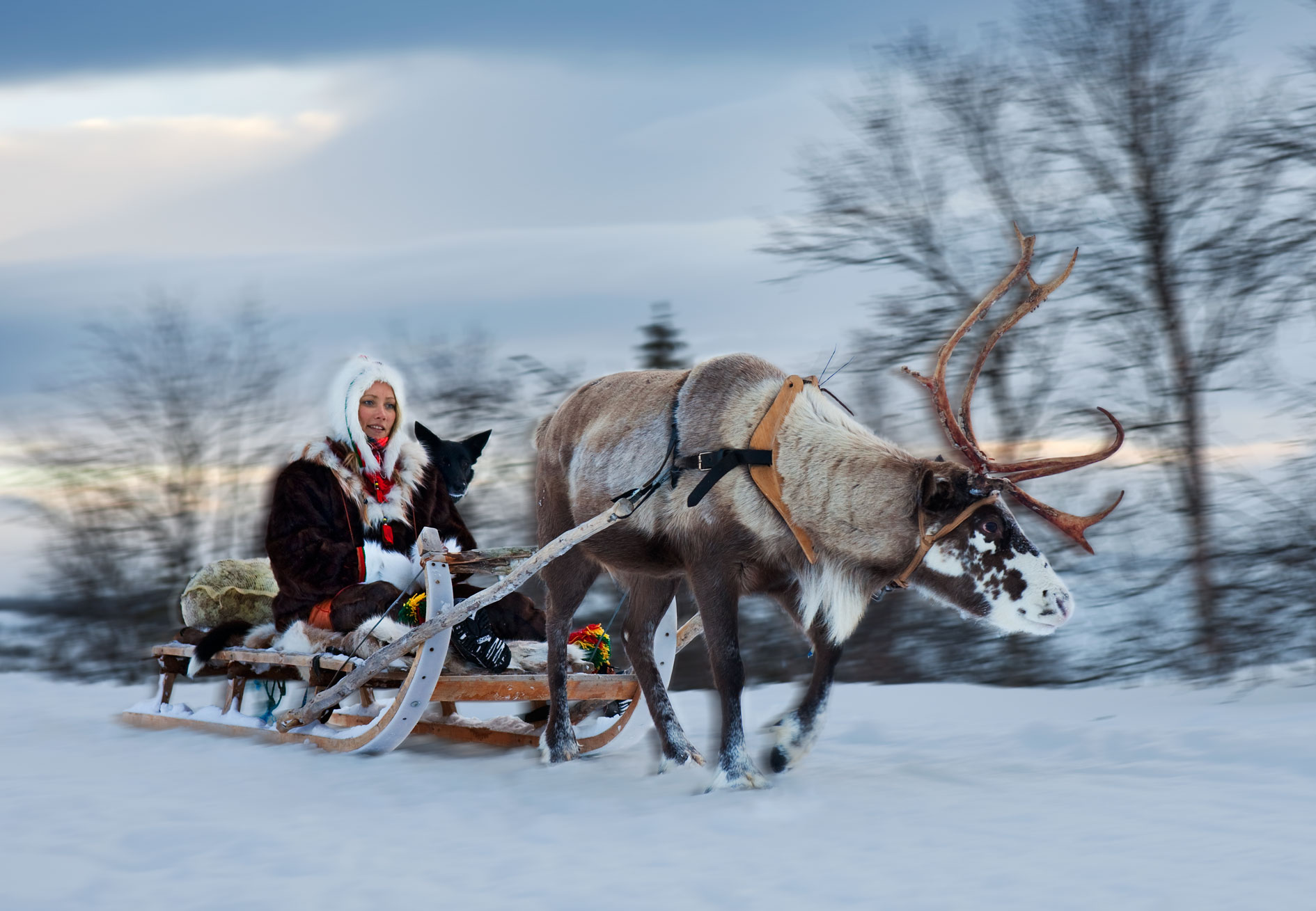
トナカイは古くからそりを引くために使用された。

スカンジナビア半島からユーラシア大陸北部を経てシベリアに至る地域では古くから家畜として飼育され、人々の生活に大きく関わってきた。人類が最も古く家畜化した動物の一つでもあり、乳用、食肉用、毛皮用に加え、ソリを引く使役や荷役にも利用されてきた。トナカイは雪上でも走行可能なので、人間が直接乗ることもある。サンタクロースのソリを引く動物としての認知度が最も高い（『赤鼻のトナカイ』参照）。

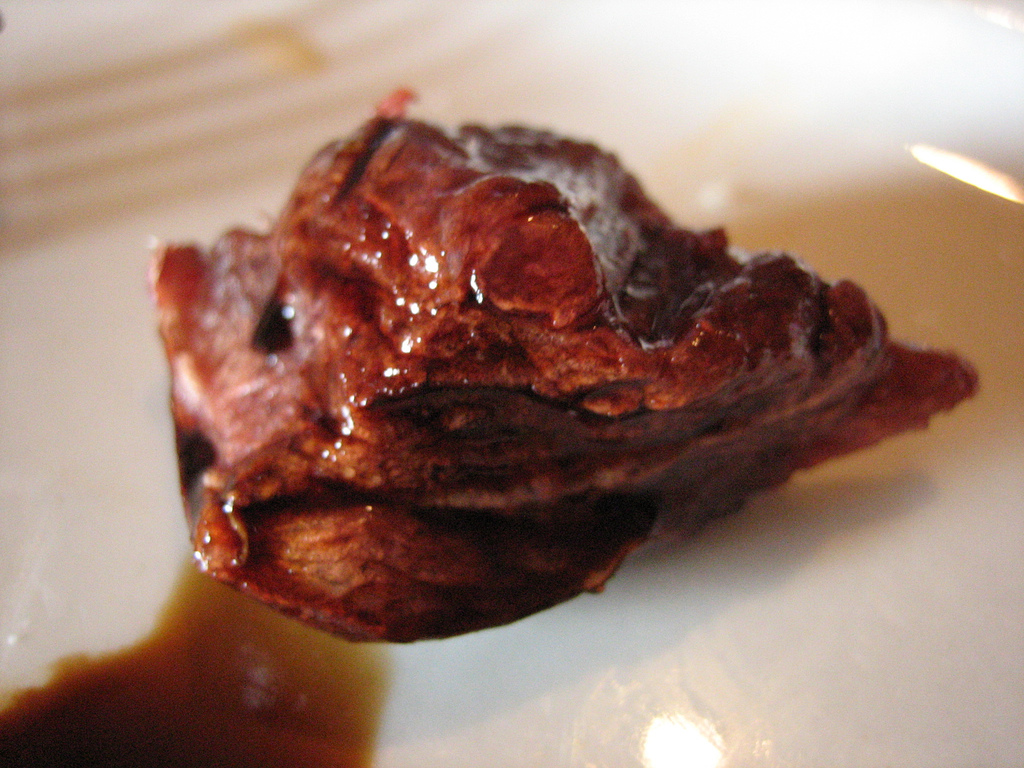
トナカイ肉は北極地方に生きる人々に重要な食べ物。

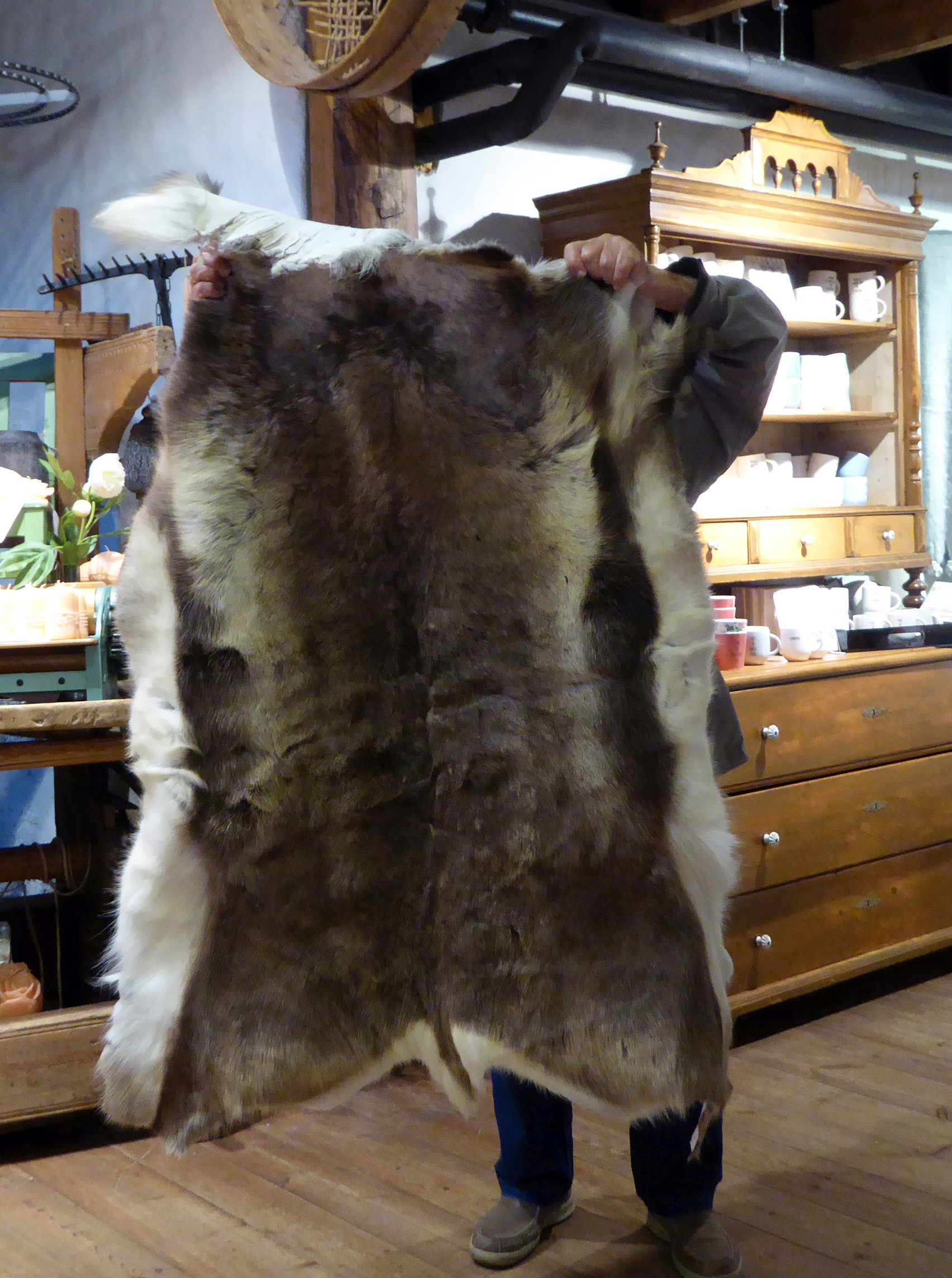
トナカイの毛皮

角は骨角器として利用する他、粉末にして鹿茸（ろくじょう）という滋養強壮の薬として用いられることもある。乾燥させた靭帯から糸を作り、骨角器の針とともに用いて、毛皮を縫って衣服や長靴や手袋などを作る（裁縫の起源）。『朝鮮王朝実録』の15世紀末の記述として、日本の使者と同行した夷千島王遐叉を称する使者の進物の一つとして「馬角」があり、これをトナカイの角と解釈する説には北方を通じて北海道から朝鮮半島へ輸出された可能性が示唆されている。
日本では春日大社が収蔵する図2点に、一方は鹿角に添えて日本と中国東北部の個体、他方はサハリン島の群が描かれている。北海道天塩郡幌延町は1999年（平成11年）に条例を定め、トナカイ観光牧場を設けて商業飼育している。

### 保全状況評価
VULNERABLE (IUCN Red List Ver. 3.1 (2001))
国際自然保護連合 (IUCN) は2015年の時点で、過去3世代 (約21〜27年)間で北極圏周辺における個体数が40%減少したとして、2016年版のレッドリストで危急種と評価した。2023年2月現在の自然界での生息頭数は、約280万頭と推定されている。

## 飼育

### 日本
- 本来の生息地よりも南方に位置するため、動物園などで飼育する際は暑さ対策が不可欠である。そのため、展示場全体を植樹による日陰空間としたり、遮光ネットやスプリンクラー、扇風機、ミスト発生装置などを併設する等の取り組みが行われている[12]。
- 咀嚼力が低く、イネ科の牧草が噛み切れずに、歯を摩耗させたり欠損させてしまう事例が、以前はあまり知られておらず、鹿や牛用の配合飼料の給餌で平均寿命である雄10歳、雌15歳に満たない個体が多かった。現在では、イネ科の牧草に替わって、茎が堅くて葉が柔らかいマメ科のムラサキウマゴヤシの乾草や、乾草を茎ごと粉末にして固めた「ヘイキューブ」、「ヘイキューブ」を更に粉末状にした「粉末ヘイキューブ」などを与えて、寿命の向上を図っている[12]。
- 7月～10月にかけて、本来は寒冷地に生息しないサシバエなどの吸血昆虫の被害に悩まされる個体が多く、ストレスや疲労困憊の原因となるため、以前は、飼育員に虫除け剤を噴霧したり、水浴環境のある展示場への放牧などの対策が行われていたが、飼育員への負担が大きいことから、現在では、1回の噴霧で1週間の効果を持つ吸血昆虫用の忌避剤を使用している[12]。

## 文化の中のトナカイ

### サンタクロースのトナカイ

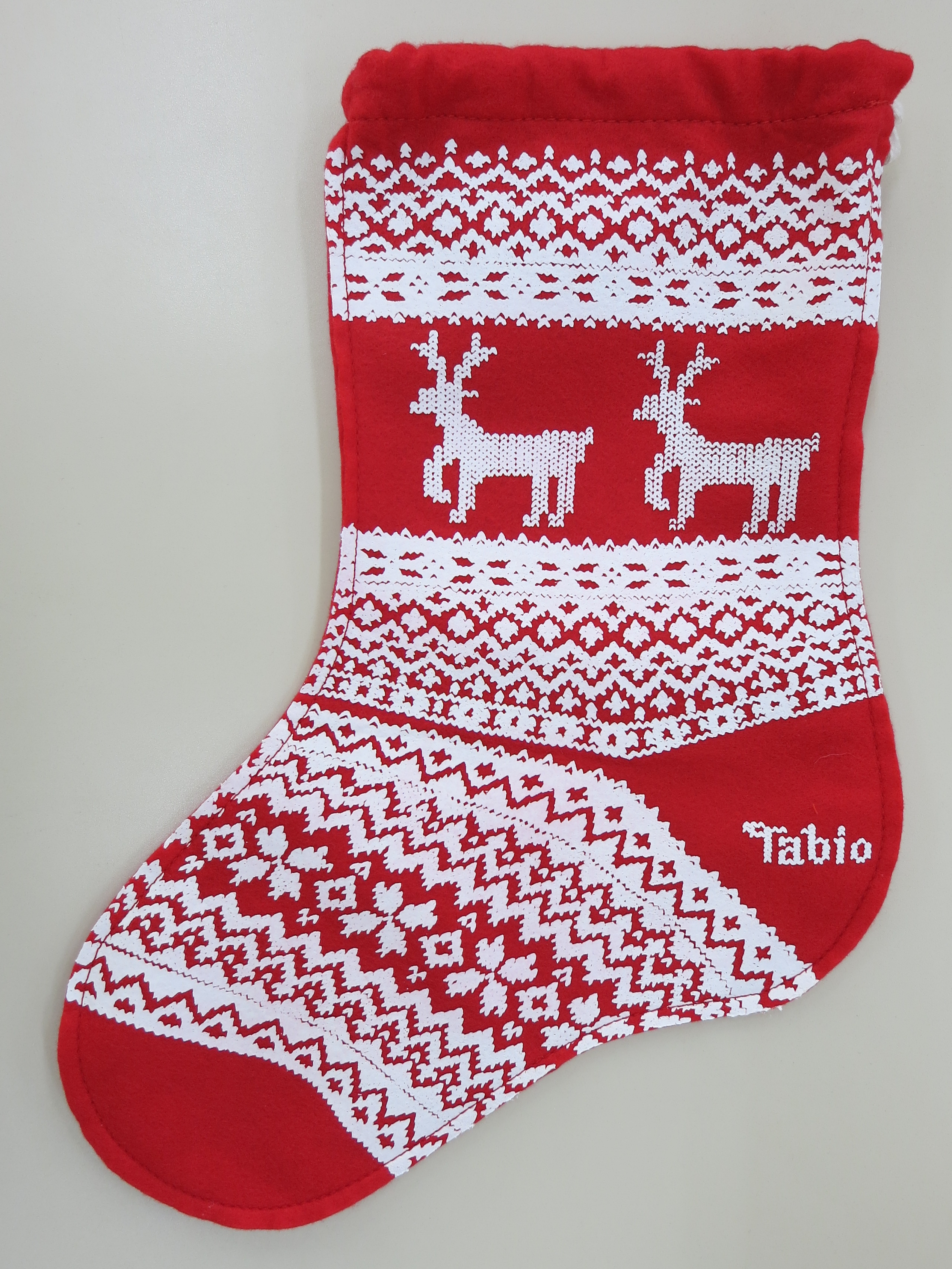
カウチン風デザイン

サンタクロースは、トナカイが曳（ひ）く橇に乗るとされる。（「サンタクロースのトナカイたち」参照）ただし、当初はトナカイの頭数は一定せず、名前もなかった。
1823年の『クリスマスのまえのばん』で以下の8頭とされたのが有名になった。
- ダッシャー (Dasher)
- ダンサー (Dancer)
- プランサー (Prancer)
- ヴィクセン (Vixen)
- コメット (Comet)
- キューピッド (Cupid)
- ダンダー (Dunder)
- ブリクセム (Blixem)

この順序（作中で名が呼ばれた順）は「前から」であるとする説もあるが、作中ではそのような言及はない。「ダンダー」と「ブリクセム」はそれぞれドイツ語の「雷鳴」と「雷光」(Blitz) のもじりで、後の物語での名は安定しないが、ここに記した名は原典のものである。
さらに、1939年の『ルドルフ 赤鼻のトナカイ』（クリスマスソング『赤鼻のトナカイ』の原案）に登場するルドルフ (Rudolph) を先頭に加えた9頭とする説も知られている。